# Limnophora kanoi
Limnophora kanoi este o specie de muște din genul Limnophora, familia Muscidae, descrisă de Shinonaga în anul 2005. Conform Catalogue of Life specia Limnophora kanoi nu are subspecii cunoscute.